# Paredón (Chiapas)
Paredón (Alfabeto Fonético Internacional /pa.re.'don/) es una villa a orillas de la Laguna del Mar Muerto, sobre la bahía de nombre homónimo, y separada del Océano Pacífico por la Barra de Tonalá. Políticamente pertenece al municipio de Tonalá, Chiapas.

## Toponimia
Hay dos propuestas para explicar el nombre de la localidad:
- La primera: basada en los hallazgos arqueológicos en la actual localidad de Monte Verde, un lugar de entierros de los primeros pobladores de la bahía. Monte Verde, localizada como a un kilómetro de Paredón, se encuentra en ruinas quedando solo una pared y por lo mismo le dieron el nombre Paredón, por una acepción de la palabra, por ser una pared que queda de pie en ruinas después de mucho tiempo.

- La segunda: tomando en cuenta que desde tiempos de la colonia, el actual cementerio de la localidad fue usado como lugar de fusilamiento, haciendo referencia a la acepción de la palabra Paredón como una pared antigua en la que se realizan fusilamientos.

## Historia
Está considerada una de las poblaciones más antiguas de la costa del estado de Chiapas, confirmándolo sus hallazgos de utensilios prehispánicos y vestigios arqueológicos. El arqueólogo Enrique Juan Palacios propone como primeros pobladores de la bahía a los Huaves. Otros a los Mixtecos. Otros piensan que fueron los Mames-Quichés.
El nombre de Paredón aparece en el archivo de Guatemala en el año de 1784. Vuelve a aparecer en el brevario de C. Velázquez sobre Tonalá en 1813. Se celebra al año 1910 como fecha de fundación oficial.
En 1924 se estableció la primera primaria, que en el 1939, se le nombró como «Francisco Sarabia».
Durante el gobierno del Dr. Manuel Velasco Suárez se estableció una fábrica de lanchas. Y se fundó la primera secundaria del lugar, la Escuela Secundaria Técnica Pesquera n.º 14, que es el único internado de Chiapas y una de las pocas secundarias técnicas pesqueras del país. En 1981 se construyó el Almacén Diconsa, que surte al municipio de Tonalá. El 23 de abril de 1963, siendo presidente Adolfo López Mateos se expide el decreto que cambia el nombre a Puerto Paredón, por el de Puerto Belisario Domínguez, en honor del citado personaje.
La Preparatoria «Juan Sabines Gutiérrez» comienza a operar en el ciclo escolar 2001-2002. En la década del 2000 se realizó la pavimentación de las principales calles. Se instaló el sistema de drenaje, así como las bombas de extracción, aunque en la actualidad dicho sistema no se puso en marcha.
Se construyó el edificio de la Agencia Municipal y en el 2010 se edificó el Salón de Usos Múltiples «Bartolo Arce Luján». En marzo de 2012 se construyó el puente del barrio Los Humildes, que comunica a este barrio con el centro de la localidad. En noviembre de 2012 se construyó el Centro de Atención Múltiple «Isabel Aguilera de Sabines» que atiende a los niños con capacidades diferentes.
El 7 de septiembre de 2017 acontece el Sismo de Pijijiapan, la localidad es fuertemente afectada por el movimiento telúrico, siendo necesario la reconstrucción de gran parte de las viviendas con apoyos del gobierno federal y asociaciones civiles.  En marzo de 2018 se finalizó la construcción de un atracadero en forma de “T” de 64 m de longitud y una rampa de botado de 40 m de longitud, el cual sustituyó al viejo muelle de 200 metros de longitud mar adentro que tuvo que ser derribado para la realización del nuevo atracadero integral. El 29 de marzo de 2018, inicia la reconstrucción del Centro de Salud, obra realizada por el Ejército Mexicano. En el 2021 se construyó una sucursal del Banco del Bienestar. El 11 de octubre de 2021 se inauguró el Arco-Mirador en la entrada a la población.

## Urbanismo

### Barrios
- Centro
- Juan Sabines I
- Juan Sabines II
- Las Flores
- La Playita
- Manuel Velasco Suárez
- Militar
- Patrocinio González Garrido

### Localidades anexas
- Los Humildes
- Guatemalita

### Ocio
- Parque Central
- Parque «La Playita».
- «La Canchita».
- Unidad Deportiva.

### Mercados
- «La Orilla». No siendo un mercado en el sentido estricto de la palabra, es el sitio en donde se reúnen los pescadores y compradores para negociar la compra-venta de productos marinos.
- Mercado Público «Mercadito 5 de Mayo».

### Instalaciones
- Almacén Rural «Paredón». Diconsa S.A. de C.V .
- Destacamento de la Secretaría de Marina-Armada de México.

## Demografía
Es la segunda localidad más poblada en el municipio y la quinta de la región IX Istmo-Costa, únicamente superada por las cabeceras municipales de Tonalá, Arriaga, Pijijiapan y Mapastepec. En el estado se posiciona como la población número octagésima primera por número de habitantes. Se localiza a 12 kilómetros al sudoeste de Tonalá por la el Ramal Federal Tonalá-Paredón. Se llega a través de un entronque en la carretera federal 200: Tapanatepec - Talismán pK 068 + 300. 

### Crecimiento poblacional
| Gráfica de evolución demográfica de Paredón entre 2000 y 2020 |
|                                                               |
| Fuente: Censos demográficos del 2000 al 2020                  |

### Etnografía
En la localidad hay 13 habitantes con tres años o más que hablan una lengua indígena.

## Cultura

### Celebraciones
- Feria de San José: Se celebra del 19 al 24 de marzo en el centro de la localidad en honor al santo patrono de la localidad, San José de Nazaret. Generalmente se instalan juegos mecánicos y vendedores ambulantes. Se celebra desde 1940.[5]

## Infraestructura Educativa

### Preescolar
- Jardín de Niños «Francisco González Bocanegra». Turno matutino.
- Jardín de Niños «Juan Sabines Gutiérrez». Turno matutino.

### Primaria
- Escuela Primaria Federal «Francisco Sarabia». Turno matutino.
- Escuela Primaria Federal «Lázaro Cárdenas del Río». Turno matutino.
- Escuela Primaria Federal «Joaquín Miguel Gutiérrez».  Turno matutino.
- Escuela Primaria Federal «Cuauhtémoc». Turno vespertino.

### Secundaria
- Escuela Secundaria Técnica Pesquera n.º 14. Turno mixto. Internado.
- Escuela Secundaria General del Estado «José Vasconcelos Calderón». Turno vespertino.

### Nivel medio superior
- Escuela Preparatoria Oficial del Estado  «Juan Sabines Gutiérrez». Turno vespertino.

### Educación especial
- Centro de Atención Múltiple «Isabel Aguilera de Sabines».

## Economía
Paredón es un pueblo eminentemente con vocación pesquera y centro de abastecimiento de pescados, moluscos y mariscos, entre ellos el camarón de estero, apreciado estatal y nacionalmente. Es considerada como una localidad que da vida a muchos mercados del interior de Chiapas, ya que es el mayor productor de alimentos del litoral chiapaneco. La principal actividad económica de la localidad es la pesca artesanal con embarcaciones menores (lanchas y canoas). Los pescadores están organizados en múltiples cooperativas. La actividad pesquera se realiza en la albufera conocida como Laguna del Mar Muerto. 
Entre las especies de captura están: 
- Peces: la lisa, la lizeta, la mojarra, el bagre, el macabil, el jurel, la pelona, el mapache, el robalo, el besugo, el charal, la raya.
- Mariscos: la jaiba, la langosta, el camarón.
- Moluscos: casco de mula, abulón, ostión.

Debido a la gran cantidad de pescadores que trabajan en esas aguas (lo que ha generado una sobreexplotación de los recursos pesqueros), en los últimos años, los pescadores han comenzado a aventurarse a las aguas de Océano Pacífico para capturar especies más valiosas. La pesca de estas especies se realiza con embarcaciones menores, lo que expone a los pescadores a los peligros de alta mar. 
Especies de captura:
- Peces como: el tiburón martillo, el tiburón limón, la sierra, el dorado, el cazón, la chamarra, la corvina, la bandera, el barrilete, la sardina, el pargo.
- Moluscos: Pulpo, calamar.

La acuacultura ha empezado a ganar auge para la cría de camarón o inclusive, la cría de mojarra tilapia. La segunda activada económica en importancia es la ganadería.

## Lista de Agentes municipales
| Nombre                   | Periodo     |
| Everardo Lenin Velásquez | 2013 - 2015 |
| Noé Hernández Manuel     | 2016 - 2018 |
| Jorge Obed Peña Espinosa | 2019 - 2021 |